# Falsepilysta
Falsepilysta is een kevergeslacht uit de familie van de boktorren (Cerambycidae). De wetenschappelijke naam van het geslacht werd voor het eerst geldig gepubliceerd in 1939 door Breuning.

## Soorten
Falsepilysta omvat de volgende soorten:
- Falsepilysta albostictica Breuning, 1939
- Falsepilysta bifasciata (Aurivillius, 1923)
- Falsepilysta guttata (Aurivillius, 1924)
- Falsepilysta laterimaculata (Heller, 1924)
- Falsepilysta ochraceomaculata (Schwarzer, 1931)
- Falsepilysta olivacea (Schwarzer, 1931)
- Falsepilysta rosselli Breuning, 1982